# Mastelero

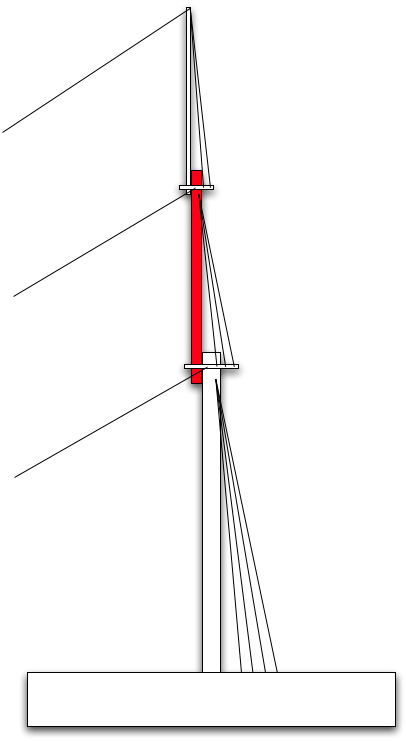
Mastelero (en rojo). Encima de él el mastelerillo y debajo el palo macho.

En náutica, el mastelero es cada una de las perchas o palos menores que van sobre los principales en la mayor parte de las embarcaciones a vela redonda y sirven para sostener las gavias, juanetes y sobres.
Por esta razón, adquieren respectiva y generalmente estos títulos, además del particular correspondiente a su vela o verga como mastelero mayor o de gavia, mastelero de velacho, de sobremesana, de juanete mayor, de juanete de proa, de perico, de sobre mayor, de sobre de proa, etc. 
Los masteleros de juanete se nombran comúnmente mastelerillos. También se ponía un mastelerillo sobre la cabeza del bauprés para izar en él la sobrecebadera.

## Tipos de mastelero

### En el palo trinquete
- Mastelero de velacho: es el que se guinda en el palo trinquete y que sujeto de la misma manera que el anterior, sirve para largar el velacho. (ing. Fore topmast).
- Mastelero de juanete de proa (Mastelerillo de juanete de proa): es el que como el anterior se guinda en el mastelero de velacho y sirve para largar el juanete de proa.
- Mastelerillo de sobre de proa: es el semejante al anterior y para un objeto análogo.

### En el palo mayor
- Mastelero mayor (Mastelero de gavia): es la percha redonda que se guinda en el palo mayor y que sujeta por el tamborete, obenques y estay, sirve para largar la gavia. (ing. Main topmast).
- Mastelero de juanete mayor (Mastelerillo de juanete mayor): es el que se guinda en el mastelero de gavia y que sujeto por el tamborete de este y las jarcias correspondientes. Sirve para largar la vela de juanete mayor.
- Mastelerillo de sobre mayor: es el galope del mastelero de juanete mayor o un mastelerillo que algunos barcos guindan encima de dicho mastelero, del mismo modo que se ha explicado en los demás, para largar el sobre.

### En el palo mesana
- Mastelero de sobremesana: es el que se guinda en el palo mesana, lo mismo que los anteriores y sirve para largar la sobremesana. (ing. Mizzen topmast).
- Mastelero de perico (Mastelerillo de perico): es el que de igual manera se guinda en el mastelero de sobremesana y sirve para largar el perico o juanete mesana.
- Mastelerillo de solireperico: la espiga o mastelerillo que sirve para largar el sobrejuanete de mesana.

### Otros
- Mastelero enterizo: es el que en una sola pieza incluye el de juanete y sobrejuanete o en barcos chicos el de gavia y juanete.
- Mastelero de invierno: es el que solo contiene el de juanete, sin la unión o continuación del de sobrejuanete.